# الكتاب الأزرق للطائرة
الكتاب الأزرق للطائرة (aircraft blueboook) هو كتاب دليل معلومات (دليل القيمة) للطائرات المستعملة. هناك أربعة من الكتب الزرقاء شائع استخدامها في صناعة الطيران؛ هي: "ملخص أسعار الطائرات"(Aircraft Bluebook Price Digest)، "مرجع قيمة الطائرة" ( -VREF Aircraft Value Reference)، ودليل أسعار الطائرات (Airliner Price Guide) وجميعها منشورات مدفوعة الاشتراك. بينما  يعد "الكتاب الأزرق الدولي" (International Bluebook)  خدمة مجانية عبر الإنترنت.

## ملخص
لا يُتوقع من أي من الكتب الأساسية في صناعة الطيران إعطاء دقة حسابية  نموذجية مقارنة بكتب صناعة السيارات الأمريكية مثل  (الكتاب الأزرق للسيارات) أو (كتاب كيلي الأزرق). تساهم عدد من الاشكاليات في صعوبة تقديم رقم واضح للمصنع / الطراز / السنة، مثل عدم وجود تقارير مركزية عن مبيعات الطائرات فيما يتعلق بمتطلبات الضرائب أو الترخيص، وتعقيد حسابات قيمة الطائرات الفردية، وتوقيت المبيعات (الأطر الزمنية الطويلة من العرض إلى الإغلاق والتي يمكن للسوق خلالها أن يرتفع أو ينخفض بشكل كبير)، والإغلاق المتزامن المتعدد للطائرات النفاثة على وجه الخصوص، ومبيعات العملات الدولية، وشروط عدم الإفصاح عن السعر المدرجة في العديد من مستندات المعاملات.
تستأجر معظم البنوك وسيطًا / مثمنًا محترفًا لتحديد قيمة لطائرة فردية قبل التمويل. تتضمن التقييمات عادةً فحصًا في الموقع ويمكن أن تتأثر بالمتغيرات المعقدة مثل السنة (سنة التصنيع، سنة التسليم، تسلسل الرقم التسلسلي)؛ الوقت المستغرق في هيكل الطائرة والمحركات (أو حتى أحداث الفحص والصيانة الرئيسية القادمة)؛ الضرر (بما في ذلك مكان / كيفية الإصلاح)؛ سجل وتاريخ الترقيات؛ الملاك السابقون (العدد ونوع الاستخدام والموقع الجغرافي)؛ برامج الصيانة (جداول الصيانة المعتمدة بشكل خاص و / أو خطط التأمين على المحرك بالساعة)؛ إلكترونيات الطيران. والخيارات؛ الحالة الميكانيكية والداخلية والخارجية الحالية وما إلى ذلك.

## ملخص أسعار الطائرات
ملخص أسعار الطائرات (The Aircraft Bluebook Price Digest) هو منشور مطبوع ربع سنوي بواسطة إنفورما (متوفر أيضًا على قرص مضغوط) تم إنشاؤه في الخمسينيات من القرن الماضي. وهي تحدد وتسعير أكثر من 3000 طائرة طيران عامة وطائرات هليكوبتر مستخدمة وطراز سنوات متوفرة في الولايات المتحدة. تعكس الأسعار البيانات التاريخية ولا يمكن بالتالي أن تأخذ في الاعتبار ظروف التشغيل الحالية، مثل أسعار الوقود، التي لها تأثير كبير على قيم الطائرات التجارية. تشمل التغطية أيضًا إلكترونيات الطيران، وصلاحية الطيران، والتحويلات الشائعة، وإصلاح حدود الاستخدام.

### مقياس الكتاب الأزرق
مقياس الكتاب الأزرق (Bluebook scale) هو فهرس تنشره Price Digest يقوم بجدولة حالة الطائرة. يستخدم المقياس على نطاق واسع في صناعة الطيران. يتراوح المقياس من 10 لطائرة جديدة إلى 1 لطائرة غير صالحة للطيران.

## مرجع قيمة الطائرات
مرجع قيمة الطائرات (VREF)، الذي تأسس في عام 1991، يتم نشره مرتين سنويًا من قبل شركة تحليل قيمة الطائرات. يتم استخدامه من قبل وسطاء الطائرات وعدد من المؤسسات المالية لتقدير القيمة المستقبلية للطائرات.

## دليل أسعار الطائرات
تم نشر دليل أسعار الطائرات (Airliner Price Guide)، الذي تم إنشاؤه في عام 1985، بواسطة (ACI Aviation Consulting). يوفر أسعارًا للطائرات التجارية الجديدة والمستعملة وبيانات أخرى مثل قيم المحرك. تصدر النسخة المطبوعة من الدليل مرتين في السنة. يتم تحديث الخدمة عبر الإنترنت في الوقت الفعلي.

## الكتاب الأزرق الدولي
الكتاب الأزرق الدولي (International Bluebook) هي خدمة مجانية عبر الإنترنت تقدم أرقامًا عامة عن نماذج الطائرات النفاثة وشروطها. لا يوفر الموقع حسابات للطائرات الفردية، ولكن يمكن الحصول عليها عبر مواقع الوكلاء أو على مواقع خدمة القوائم المتعددة (MLS) للطائرات النفاثة التي تستخدم الخدمة.

## روابط خارجية
- موقع ويب ملخص أسعار الطائرات
- موقع ويب Bluebook دليل أسعار الطائرات
- موقع ويب مرجع قيمة الطائرات